# 瓜卡拉

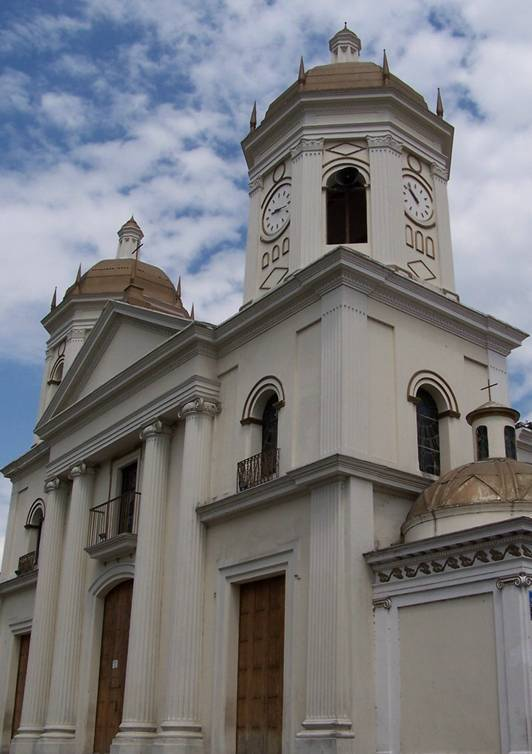

瓜卡拉是委內瑞拉的城市，由卡拉沃沃州負責管轄，位於該國北部，距離華倫西亞 (委內瑞拉)12公里，始建於1624年，面積438米，海拔高度438米，2012年人口201,523。